# Казарменный коммунизм
Казарменный коммунизм (нем. Kasernenkommunismus) — термин, использованный Карлом Марксом и Фридрихом Энгельсом для обозначения такого вульгаризированного понимания коммунистического строя, для которого характерны аскетизм в удовлетворении человеческих потребностей, деспотизм узкого слоя «революционных лидеров», бюрократизация всей системы общественных связей, отношение к человеку как к слепому орудию выполнения воли вышестоящих инстанций. Маркс и Энгельс, уже в Манифесте Коммунистической партии критиковавшие «грубый и непродуманный коммунизм», использовали термин для обозначения и критики идей и методов Сергея Нечаева, изложенных в статье «Главные основы будущего общественного строя». Под казармами подразумеваются не военные казармы, а примитивные общежития барачного типа, в которых промышленные рабочие жили во многих местах Российской империи того времени. В русском языке также часто используется термин нечаевщина.
Во время Перестройки этот термин использовался применительно к методам строительства коммунизма в СССР.